# 1220-ті до н. е.

## Події
- Набіги еламітів на Межиріччя.

## Правителі
- фараон Єгипту Рамсес II;
- цар Ассирії Тукульті-Нінурта I;
- царі Вавилонії Елліль-надін-шумі, Кадашман-Харбе II та Адад-шум-іддін (правили під Ассирійською зверхністю);
- цар Еламу Кітен-Хутран;
- цар Хатті Тудхалія IV;
- імператор китайської династії Шан Ву Дін.